# Les Eyzies
Les Eyzies község Franciaország Új-Aquitania régiójában, Dordogne megyében. Új községként 2019. január 1-jén jött létre három korábbi község: Les Eyzies-de-Tayac-Sireuil, Manaurie és Saint-Cirq egyesítésével. Lakosainak száma 1133 fő (2022. január 1.).

## Népesség
| Lakosok száma | 1100 | 1098 | 1097 | 1109 | 1121 | 1133 |
|               | 2017 | 2018 | 2019 | 2020 | 2021 | 2022 |